# Уорд, Джеймс (художник)
Джеймс Уорд (англ. James Ward; 1769—1859) — английский художник, анималист и пейзажист, а также гравёр.

## Биография
Родился 23 октября 1769 года в Лондоне в семье Джеймса и Рейчел Уорд; был младшим братом гравёра Уильяма Уорда.

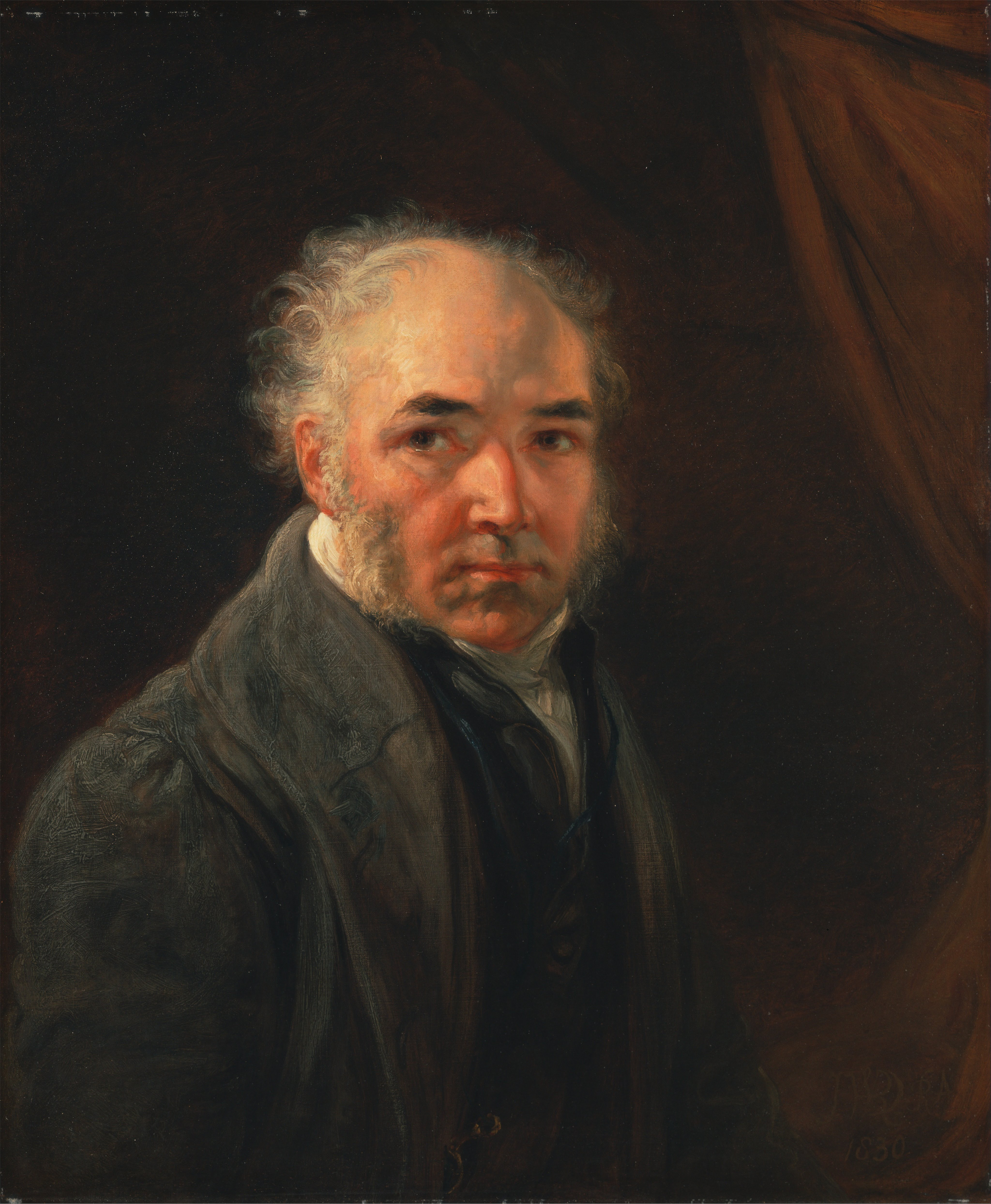
Автопортрет, 1830 год

На молодого Джеймса повлияло много людей с художественным образованием, и его карьеру условно разделить на два периода: до 1803 года, когда не него оказал влияние его шурин Джордж Морланд, и после 1803 года, когда его впечатлил Рубенс.
Начинал как гравёр. С 1810 года начал писать много ландшафтов с лошадьми; позже стал изображать масштабные пейзажи, из которых самыми известными были изображения ущелья Gordale Scar в Йоркшире. Бо́льшую часть периода 1815—1821 годов Уорд посвятил работе над крупной картиной под названием Allegory of Waterloo (утрачена), которая вдохновляла его и вселяла надежды на хороший доход. Но смерть его первой жены и дочери стали для него трагедией. Его благосостояние складывалось с тех пор на картинах, изображающих его любимых коней, охотничьих собак или детей. Одной из семей, к написанию картин о которой Джеймс Уорд обращался неоднократно, было семейство Levett из Wychnor Hall графства Стаффордшир. Одна из его картин была посвящена детям семьи Levett — Джону, Теофилусу и Фрэнсису.
Умер 17 ноября 1859 года в графстве Хартфордшир от инсульта. Был похоронен на лондонском кладбище Кенсал-Грин.

## Семья
Первоначально был женат на Мэри Энн Уорд (с 1794 года), после ее смерти женился на Шарлотте Фритч (в 1827 году), с которой в 1830 году переехал в Ковентри (графство Хартфордшир).
От первого брака у него было несколько детей, среди которых:
- Matilda Louisa Ward, вышла замуж за художника Джона Джексона;
- George Raphael Ward (1798—1879).

Джеймс Уорд был дедом художницы Генриетты Уорд и прадедом художника-карикатуриста Лесли Уорда.

## Труды
Джеймс Уорд был выдающимся художником своего времени, оказав существенное влияние на британское искусство. Он считается одним из великих художников-анималистов своего времени, а также пейзажистом. Был принят в члены в Королевской академии художеств в 1811 году. Его портрет находится в лондонской Национальной портретной галерее; его работы можно увидеть в британских музеях, включая Галерею Тейт.

Некоторые работы
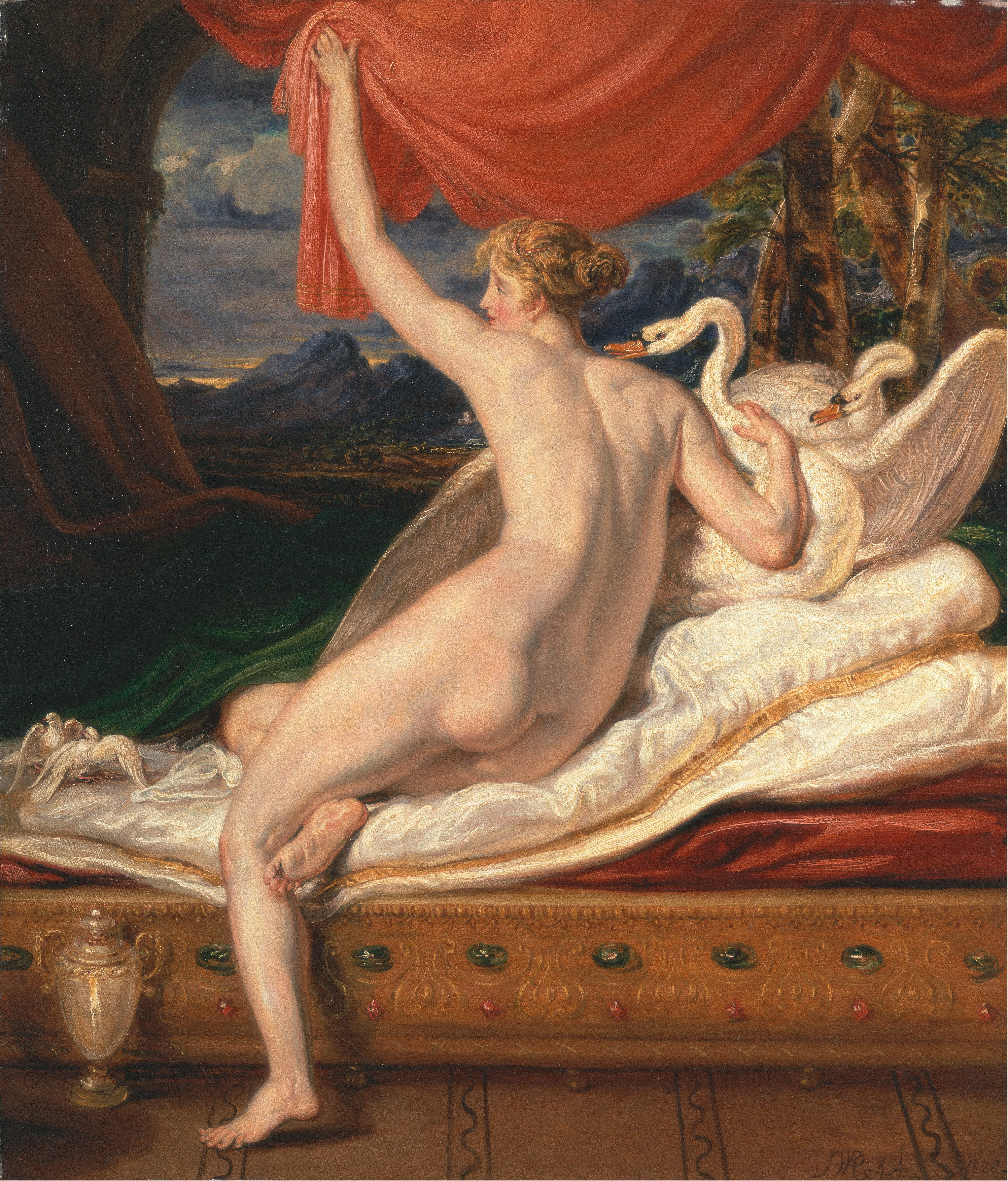
Venus Rising from her Couch
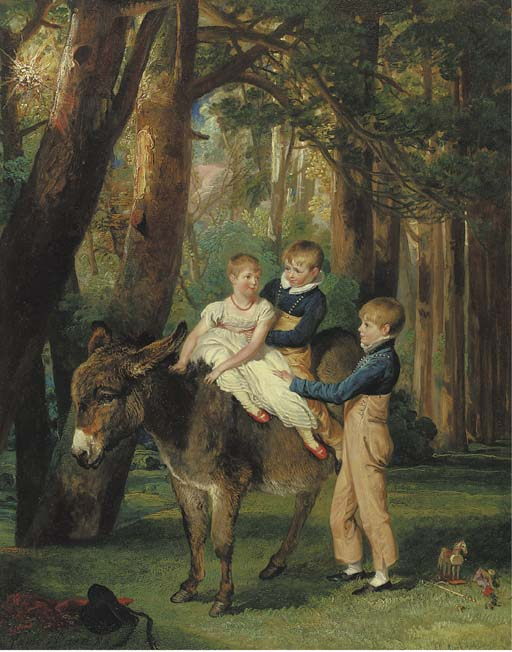
The Levett Children — John, Theophilus and Frances
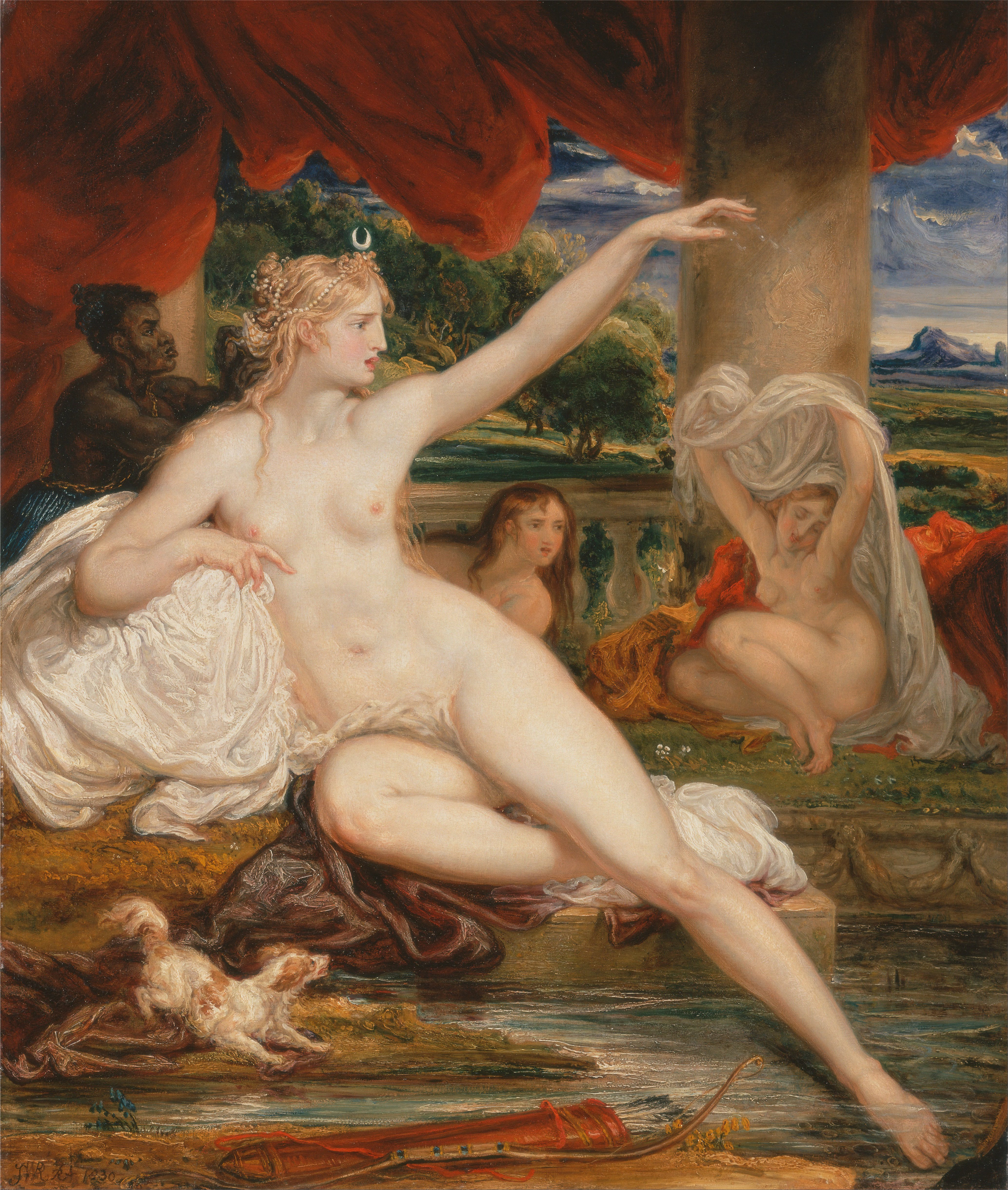
Diana at the Bath